# 十和田湖 (土衛六)
十和田湖(Towada Lacus)是位在土衛六北極的一個湖泊，位於克拉肯海、麗姬亞海和蓬加海的附近，主要成分是液態的甲烷、乙烷以及丙烷。
於2007年時由卡西尼號以雷達探測的方式發現，直徑大約24公里。

## 外部連結
- USGS Planetary Nomenclature – Titan（页面存档备份，存于）
- USGS Planetary Nomenclature – Titan（页面存档备份，存于）
- USGS Planetary Nomenclature – Titan（页面存档备份，存于）